# J.R.グラハム
ジョナサン・ライアン・グラハム（Johnathan Ryan Graham, 1990年1月14日 - ）は、アメリカ合衆国・カリフォルニア州アラメダ郡リバモア出身のプロ野球選手（投手）。右投右打。MLB・ニューヨーク・ヤンキース傘下所属。

## 経歴

### プロ入り前
2008年、MLBドラフト46巡目（全体1381位）でオークランド・アスレチックスから指名されたが、サンタクララ大学へ進学。

### ブレーブス傘下時代
2011年、MLBドラフト4巡目（全体146位）でアトランタ・ブレーブスから指名され、6月16日に契約。契約後は傘下のアパラチアンリーグのルーキー級ダンビル・ブレーブスで13試合に登板し、5勝2敗、防御率1.72の成績を残した。
2012年はA+級リンチバーグ・ヒルキャッツで開幕を迎え、17試合に登板。9勝1敗、防御率2.63と好投し、7月17日にAA級ミシシッピ・ブレーブスへ昇格。AA級ミシシッピでは9試合に登板し、3勝1敗、防御率3.18の成績を残した。
2013年はAA級ミシシッピで開幕から8試合に登板したが、右肩の故障で5月14日に故障者リスト入りし、そのままシーズンを終えた。
2014年もAA級ミシシッピでプレー。開幕から15試合に登板したが、6月30日に右上腕三頭筋の炎症で故障者リスト入りし、7月19日に復帰した。8月からはリリーフに転向。この年はAA級で27試合（先発は19試合）に登板し、1勝5敗、防御率5.58の成績を残した。

### ツインズ時代
2014年12月11日に行われたルール・ファイブ・ドラフトでミネソタ・ツインズから指名され移籍。
2015年3月3日にツインズと1年契約に合意し、開幕ロースター入りした。4月6日のデトロイト・タイガース戦でメジャーデビュー。4点ビハインドの7回裏から登板し、2回を2安打1四球無失点に抑えた。その後はリリーフとして定着。8月25日のタンパベイ・レイズ戦では、同点の3回裏から登板し無失点に抑え、直後の4回にツインズが勝ち越したため、メジャー初勝利を挙げた。しかし、8月26日に右肘の痛みを訴え15日間の故障者リスト入りした。9月11日に復帰し、その後は5試合に登板した。この年は39試合に登板し、1勝1敗、防御率4.95の成績を残した。
2016年3月23日にAAA級ロチェスター・レッドウイングスへ異動し、そのまま開幕を迎えた。AAA級ロチェスターでは8試合に登板し、0勝2敗3セーブ・防御率10.80という成績で、5月4日にメジャーへ昇格した。この年初登板となった同日のヒューストン・アストロズ戦では1.2回を3安打2失点1四球と結果を残せず、5月6日にDFAとなった。

### ヤンキース傘下時代
2016年5月14日に後日発表選手とのトレードで、ニューヨーク・ヤンキースへ移籍し、AA級トレントン・サンダーへ異動した。移籍後はAA級トレントンで14試合に登板していたが、7月9日に右肘の故障でマイナーリーグの故障者リスト入りした。9月26日に40人枠外となった。

## 投球スタイル
平均95mphのフォーシームにツーシーム、スライダー、チェンジアップの変化球を持つ。

## 詳細情報

### 年度別投手成績
| 年 度     | 球 団     | 登 板 | 先 発 | 完 投 | 完 封 | 無 四 球 | 勝 利 | 敗 戦 | セ 丨 ブ | ホ 丨 ル ド | 勝 率 | 打 者 | 投 球 回 | 被 安 打 | 被 本 塁 打 | 与 四 球 | 敬 遠 | 与 死 球 | 奪 三 振 | 暴 投 | ボ 丨 ク | 失 点 | 自 責 点 | 防 御 率 | W H I P |
| --------- | --------- | ----- | ----- | ----- | ----- | -------- | ----- | ----- | -------- | ----------- | ----- | ----- | -------- | -------- | ----------- | -------- | ----- | -------- | -------- | ----- | -------- | ----- | -------- | -------- | ------- |
| 2015      | MIN       | 39    | 1     | 0     | 0     | 0        | 1     | 1     | 0        | 0           | .500  | 283   | 63.2     | 73       | 10          | 21       | 0     | 4        | 53       | 5     | 1        | 41    | 35       | 4.95     | 1.47    |
| 通算：1年 | 通算：1年 | 39    | 1     | 0     | 0     | 0        | 1     | 1     | 0        | 0           | .500  | 283   | 63.2     | 73       | 10          | 21       | 0     | 4        | 53       | 5     | 1        | 41    | 35       | 4.95     | 1.47    |

- 2015年度シーズン終了時

### 背番号
- 62 (2015年 - 2016年)